# Haltung (Kanalisation)

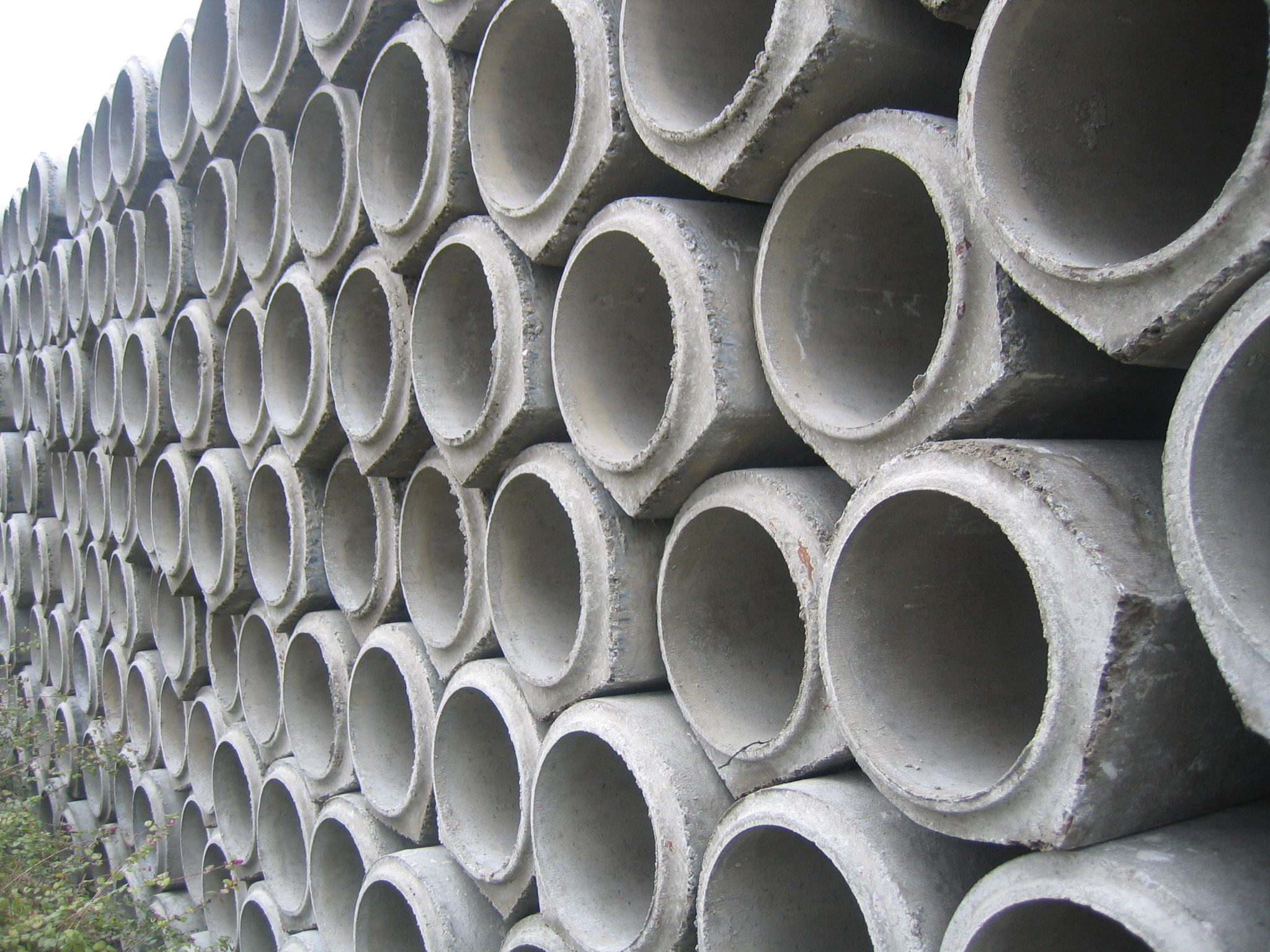
Kanalelemente aus Beton, aus denen Haltungen erstellt werden

Eine Haltung ist die Verbindungsstrecke eines Abwasserkanals zwischen zwei Schächten. Sie dient der Ableitung von Abwasser. Kanalhaltungen sollen nur gerade und ohne Gefällewechsel verlegt werden. Richtungs-, Gefälle- und Dimensionsänderungen sollen nur an den Schächten stattfinden. Eine Haltung besteht aus mehreren ineinander gesetzten Rohren aus Beton, Steinzeug, Kunststoff o. Ä.  An die Haltungen werden die Anschlussleitungen in Fließrichtung angeschlossen.